# Водоснабдяване
Водоснабдяването е отрасъл на икономиката, занимаващ се с доставянето на вода за различни нужди. В Статистическата класификация на икономическите дейности за Европейската общност е наречен събиране, пречистване и доставяне на води и е подотрасъл на сектора доставяне на води, канализационни услуги, управление на отпадъци и възстановяване.
Водоснабдяването обхваща събирането на подпочвени, повърхностни и дъждовни води, тяхното пречистване и преноса им до потребителите – битови, промишлени и селскостопански.

## История
Водоснабдяването на селищата се практикува от дълбока древност. Древният водопровод представлява канал, който осигурява прясна вода за града, довеждана понякога от десетки километри разстояние. Разкопките показват, че още в древна Персия (град Фуризабад, Иран) около четвъртото хилядолетие пр.н.е. съществува изградена водопроводна система. Водата се пренася от подножието на северните планини към южните населени райони. Първите водопроводи имат формата на тунели, по които се доставя вода от подземните кладенци към някоя отдалечена точка на повърхността. Към водопроводите са изградени и специални шахти, които осигуряват вентилация и достъп за почистване и ремонт на подземните тунели. По-късно за малки количества вода и за нуждите на канализацията са предпочитани керамични или каменни тръби. Подобни тръби са използвани в индийските градове от 1500 г. пр.н.е., а керамичните тръби в някои месопотамски градове от това време все още са запазени в удивително добро състояние.
Там, където теренът го налага, тръбите са издигани чрез съоръжения, приличащи на мостове. Наричат се акведукти и са най-атрактивните водоснабдителни съоръжения. Още през 5 век пр.н.е. асирийците изграждат акведукт с височина 10 и дължина 300 метра, за да снабдят Ниневия с вода. По-късно римските архитекти и инженери бързо усвояват нововъведението и значително го подобряват. За акведуктите те използват глинени тръби, поставени върху градеж от римски бетон – смес от речен чакъл, глинени тухли и поцуланов клинкер. Подобни съоръжения започват да се издигат из всички големи градове на империята и най-вече в Рим, където общата им дължина достига до 400 km.
Снабдяването с вода на първата българска столица Плиска също става чрез водопроводна мрежа. Тази, която е във Вътрешния град Плиска е построена на завидно техническо ниво – едновременно с крепостните стени по времето на късната Античност. Откритите многобройни водопроводи и канали са разположени в западната цитадела, на север и на юг от южните порти и на югозапад от кръглата кула.

## Технология
Водоснабдителната система в наше време е сложна, съдържаща много и разнообразни елементи, които осигуряват водохващане, пречистване на водата, равномерното ѝ подаване и т.н.
Елементите на водоснабдителните системи са:
- Водовземни съоръжения – съоръжения, предназначени да улавят вода и да я подават при запазване на природните ѝ качества към водоснабдителната система. Това са каптажи, кладенци, дренажи, водовземни кули и други.
- Черпателни съоръжения – поставят се преди помпената станция за изравняване на притока на вода и препомпваното водно количество, съобразно възприетия режим на работа на помпите.
- Помпени станции – помпени съоръжения за осигуряване на съответното водно налягане и количество във водоснабдителната система.
- Пречиствателни станции за обработка на природната вода – комплекс от съоръжения за обработка на суровата природна вода с оглед осигуряване на нормативните изисквания към нейното качеството преди подаването ѝ към водопроводите.
- Регулиращи водонапорни съоръжения – изравняват часовата неравномерност при ползването на вода – напорни резервоари, водонапорни кули и хидрофори.
- Външни водопроводи – транспортират водата от водоизточника до регулиращите водонапорни съоръжения, пречиствателната станция и водопроводната мрежа във водоснабдяваната територия.
- Водопроводни мрежи във водоснабдяваните територии – мрежа от тръбопроводи във водоснабдяваната територия за доставяне на необходимите водни количества до потребителите. Състои се от главни, второстепенни и сградни водопроводни отклонения
- Общи средства за измерване, необходими за водовземането, пречистването, съхранението, преноса, разпределението и измерването на водата до границата със сградната водопроводна инсталация или вътрешната (площадковата) водоснабдителна мрежа на потребителите.
- Санитарно-охранителна зона – осигурява защита срещу прояви на тероризъм, вандализъм и други действия, насочени към разрушаване на целостта на съоръженията и замърсяване на питейната вода.